# Geasar
Geasar S.p.A ist die Flughafengesellschaft des Flughafens Olbia – Costa Smeralda. Sie managt die Entwicklung, das Betriebsgelände und die Infrastrukturen des Flughafens. Der Flughafengesellschaft gehören außerdem noch die kontrollierten Gesellschaften Eccelsa Aviation S.r.l und Cortesa S.r.l. an.

## Geschichte
Geasar wurde 1985 gegründet und arbeitet aktiv seit März 1989. In diesem Jahr wurde der Geasar vom Ministerium für Verkehr die Leitung des Flughafens mit all seinen Bereichen übergeben.  Im Oktober 2004 wurde der Gesellschaft, nach 15 Jahren Arbeit, eine vierzigjährige Konzession als alleiniger Flughafenbetreiber übergeben.

## Aktionärsstruktur
Mit Stand Februar 2009 hatte das Unternehmen folgende Anteilseigner:
- Meridiana (79,8 %),
- Industrie- und Handelskammer Sassari (10 %),
- Industrie- und Handelskammer Nuoro (8 %),
- Autonome Region Sardinien (2 %),
- Konsortium Costa Smeralda (0,2 %).